# Arina Tanemura
Arina Tanemura (jap. 種村 有菜 Tanemura Arina) (ur. 12 marca 1978) – japońska mangaka. 
Rysuje głównie mangę shōjo. Zadebiutowała mangą I-O-N. Aktualnie jej prace są wydawane w magazynie „Ribon” oraz rozpowszechniane w kilku krajach. Jej najbardziej popularną mangą jest Kamikaze Kaitō Jeanne oraz Full Moon o sagashite – obie doczekały się adaptacji telewizyjnych w formie anime.

## Prace
- I-O-N (jap. イ・オ・ン) - 1 tom
- Kanshaku-dama no yūutsu (jap. かんしゃく玉のゆううつ) - 1 tom

Jest to kolekcja krótkich historii napisanych przez Tanemurę. Opublikowano ich sześć: Kanshaku-dama no Yūutsu, Kanshaku-dama no Yūutsu ~Kimi ga Inakucha~, Ame no Gogo wa Romance no Heroine, Kono Koi wa Non-Fiction, oraz Niban-me no Koi no Katachi.
- Kamikaze kaitō Jeanne (jap. 神風怪盗ジャンヌ) - 7 tomów, w Polsce wydane przez Egmont
- Time Stranger Kyoko (jap. 時空異邦人KYOKO) – 3 tomy
- Full Moon o sagashite (jap. 満月をさがし) – 7 tomów
  - Ginyuu Meika (jap. 吟遊名華) – krótka historia dołączona do 2 tomu Full Moon o sagashite
- The Gentlemen's Alliance † (jap. 紳士同盟†) – 9 tomów 
  - Umi no Chikyuugi Nocturne – krótka historia dołączona do The Gentlemen's Alliance.
  - Shōjo Eve☆Eve's Applework 24 Hours (jap. 少女イブ☆林檎じかけの24時) – krótka historia wydana w magazynie Ribon Bikkuri w Maju 2007 oraz w mazgazynie Shōjo Beat w sierpniu 2007. Była dołączona do 8 tomu The Gentlemen's Alliance†.